# Basil Kirchin
Basil Kirchin (8 de agosto de 1927 -  18 de junio de 2005) fue un baterista y compositor británico de jazz.  Tras comenzar tocando la batería en la big band de su padre, a la edad de 13 años, y continuar componiendo bandas sonoras para películas, acabó experimentando con la manipulación de sonidos pregrabados, lo que le ha dado el reconocimiento como "el padre de la ambient music".

## Inicios
Basil debutó en el Paramount, en Londres, en 1940, tocando la batería en la, entonces, popular big band de su padre, Ivor Kirchin.  Tras la guerra, Kirchin tocó con Harry Roy y Ted Heath, directores de sendas big bands de baile, pero regresó con su padre en 1951. La banda funcionó con éxito durante un tiempo, convirtiéndose en la banda acompañante de músicos como Billy Eckstein o Sarah Vaughan durante sus giras por las islas. Sus conciertos fueron destacados en los polls de la revista Melody Maker.  Con la banda, grabó para Decca y Parlophone, este último producido por George Martin. En 1957 el ascenso del Skiffle y del Rock and Roll puso fin a la época dorada de las orquestas, y Basil decidió cambiar de escena, "porque eres un prisionero del ritmo. Y deseaba tocar la música de otra gente".

## Evolución
Kirchin marchó a la India y permaneció siete meses en el Ramakrishna Temple.  Después se trasladó a Sídney aunque su equipaje se perdió en el mar, incluyendo sus discos anteriores. Esta pérdida le afectó de forma importante para toda su vida.
En 1961, volvió a Inglaterra y trabajó con Keith Herd en el desarrollo de piezas experimentales, a modo de "bandas sonoras de películas aún no rodadas".  También produjo material para la editorial De Wolfe, con la colaboración de jóvenes músicos de sesión, como Jimmy Page y Mick Ronson. En 1967, el Arts Council of Great Britain le otorgó un premio consistente en un grabador Nagra,  que usó para recoger innumerables sonidos naturales y de animales, captados en el zoológico de Londres, así como voces de niños autistas. Kirchin experimentó con variaciones de velocidad en las grabaciones obteniendo "pequeños cantos rodados de sonido". Sus experimentaciones fueron financiadas gracias al encargo de bandas sonoras como Catch Us If You Can (1965), The Shuttered Room (1967), I Start Counting (1969, con Jenny Agutter) y El abominable Dr. Phibes (1971).
Sus piezas experimentales fueron publicadas en dos álbumes, llamados World Within Worlds. El primero se publicó en 1971: Worlds Within Worlds, Columbia-EMI (SCX6463) y se dividía en dos partes,  "Part I - Integration" y  "Part II - The Human Element". El segundo no se editó hasta 1974:  Worlds Within Worlds Island Records (HELP 18), con las partes siguientes, "Part III - Emergence" y  "Part IV - Evolution".  ninguno de los discos obtuvo ventas importantes, aunque se convirtieron en discos de coleccionista. Continuó componiendo en esta línea, y editó nuevas referencias, con el sello discográfico Trunk Records. Los últimos años de su vida los vivió en Hull.
Muchos músicos han reconocido la influencia de Basil en sus obras. Desde Brian Eno y Nurse With Wound hasta Broadcast